# 7,5 cm leIG 18
Il 7,5 cm leichtes Infanteriegeschütz 18, abbreviato in 7,5 cm leIG 18, era un cannone d'appoggio per la fanteria, realizzato dalla Rheinmetall-Borsig nel 1927 per le esigenze dell'esercito tedesco.

## Storia

### Sviluppo
Durante il periodo tra le due guerre mondiali, si rilevò che molti dei massacri di fanti della Grande Guerra si sarebbero potuti evitare se soltanto fossero stati prontamente disponibili dei pezzi di artiglieria d'appoggio, in posizione avanzata sullo schieramento e agli ordini della fanteria.
Molti dei cosiddetti cannoni per la fanteria vennero quindi sviluppati per fornire appoggio alle truppe dei livelli più bassi (tipicamente: battaglione), che non esistevano nella prima guerra mondiale, eccetto rari pezzi 'da trincea'.
Uno di questi progetti era il 7,5 cm leichte Infantriegeschutz 18'. Fu sviluppato dalla Rheinmetall Borsig, in quanto il Trattato di Versailles proibiva alla Krupp di costruire cannoni, cosa che decise automaticamente chi avrebbe dovuto costruire le artiglierie del rinnovato esercito tedesco. Il progetto venne presentato nel 1927, ed entrò in servizio nel 1932.

### Impiego operativo
In servizio per tutta la seconda guerra mondiale, il cannone si dimostrò molto utile e robusto, malgrado un peso di appena un terzo-un quarto di una artiglieria da 75 mm divisionale. Proprio per questo era adatto all'impiego con i battaglioni di fanteria, con una dotazione di 4 pezzi per la compagnia di supporto di fuoco presente in ciascuno di questi.
La granata HEAT, nonostante la bassa velocità fosse di aiuto alle condizioni necessarie per il suo corretto funzionamento, si dimostrò assai inefficace.
In generale, quando si arrivò a fare le debite valutazioni durante la seconda guerra mondiale ci si avvide che i cannoni d’accompagnamento erano ancora troppo pesanti, cosicché vennero soppiantati via via dai mortai medi e pesanti.
La gittata del cannone da 75 era minore di quella di diversi tipi di mortaio ed il peso ammontava a quasi il doppio di quello di un mortaio GrW 42 da 120 mm, circa 6 volte di un'arma equivalente in gittata e peso del proiettile, ovvero i mortai GrW 34 da 81 mm. La gittata utile a tiro teso era modesta, data la bassa velocità dell'arma.
Alla fine della guerra, quasi tutti i cannoni di artiglieria d'accompagnamento erano in fase di sostituzione con mortai medi e pesanti. Terminava un'epoca e ne nasceva un'altra, che dura a tutt'oggi.

## Tecnica
Il progetto prevedeva una canna molto corta, 12 calibri circa, di calibro tipico delle artiglierie divisionali, 75 mm. L'otturatore basculante, a leva. La bocca da fuoco era incavalcata su un affusto ruotato, a coda unica. La scudatura era articolata in tre parti; allo scudo principale inclinato era incardinata inferiormente una gonna mentre la lunga feritoia centrale, necessaria per l'ampio settore di elevazione, era coperta da uno scudo più piccolo fissato alla culla.
Le ruote erano di legno, ma quando si diffuse la motorizzazione nell'esercito tedesco si passò a quelle d'acciaio stampato, con una gommatura esterna.
Il sistema di alimentazione era dato da una meccanica particolare, ovvero con una leva che non apriva l'otturatore, ma sollevava una parte della culatta, per inserire il proiettile. Per il resto l'arma era convenzionale, con una variazione di alzo di ben 84° che ne consentiva l'uso in ogni situazione tattica, anche con tiro nel secondo arco.
La gittata era ridotta, soprattutto per la bocca da fuoco corta, che assieme alla carica di lancio assai modesta dava una velocità iniziale di appena 210 m/s, corrispondente a 756 km/h, paragonabile alla velocità di una pallottola da pistola a bassa potenza o a quella di un caccia della seconda guerra mondiale. Le artiglierie normali hanno una velocità di 600–750 m/s, con un'energia cinetica 10-14 volte a parità di massa del proiettile.
La munizione era di massa normale, 5,45, poi 6 kg per l'HE (esplosivo) ma esisteva anche quella HEAT (esplosivo controcarri), da appena 3 kg che era utilizzata a breve raggio come arma controcarro. Non esisteva certo modo di utilizzare un proiettile perforante normale, data l'energia alla bocca di appena 132.000 kJ con il proiettile da 6 kg (se la velocità restava la stessa, cosa molto probabilmente falsa), adeguata per perforare non più di 20 mm di acciaio (una mitragliatrice pesante ha il doppio almeno di valore energia cinetica/superficie).
Così la granata HEAT divenne una delle primissime della storia.

## Varianti
- 7,5 cm leichtes Gebirgsinfanteriegeschütze 18 (leGebIG 18)[2]: pezzo di artiglieria da montagna, sviluppato a partire dal 1935. Era un cannone da 75 leIG 18 suddivisibile in 10 carichi, il più pesante dei quali era di 74,9 kg; lo scudo era opzionale anziché standard e l'affusto aveva gambe divaricabili in tubi d'acciaio anziché coda unica. Nonostante questo, pesava più del tipo originario.
- 7,5 cm leIG 18F: versione sviluppata nel 1939 per truppe paracadutiste (F sta per Fallschirmjäger), ma ne vennero prodotti solo sei esemplari. Aveva ruote più piccole; era priva di scudo e scomponibile in 4 carichi da 140 kg.
- 7,5 cm IG L/13: questo cannone fu progettato per rimpiazzare il leIG 18. Era pesante 375 kg, con angolo di tiro allargato a 50°. Alcuni prototipi furono testati dall'esercito tedesco. Quest'arma, scomponibile in 4-6 carichi, non offriva prestazioni tanto superiori al predecessore da giustificarne la produzione.

## Galleria d'immagini

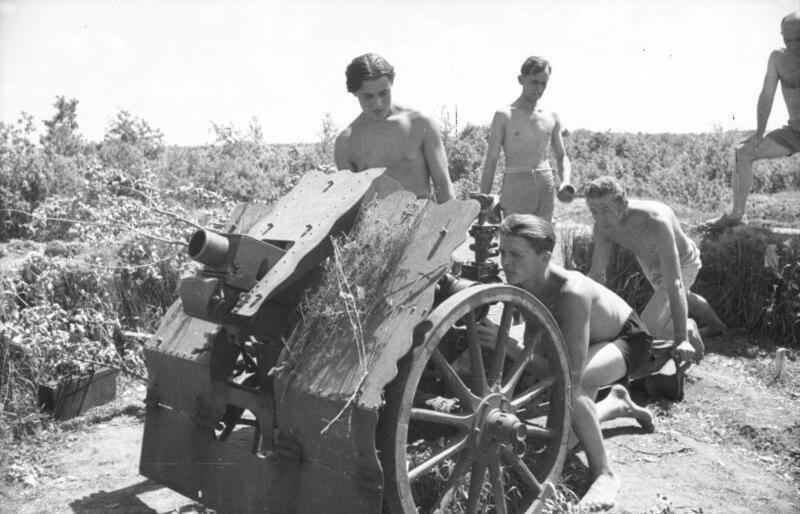
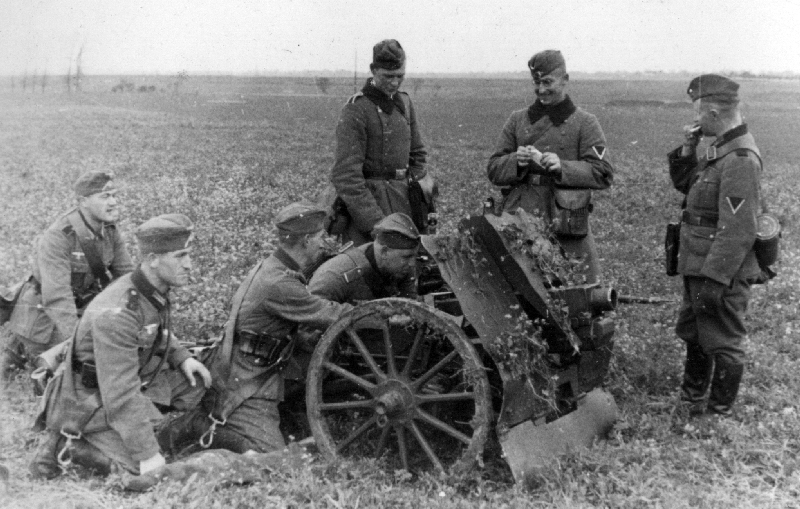
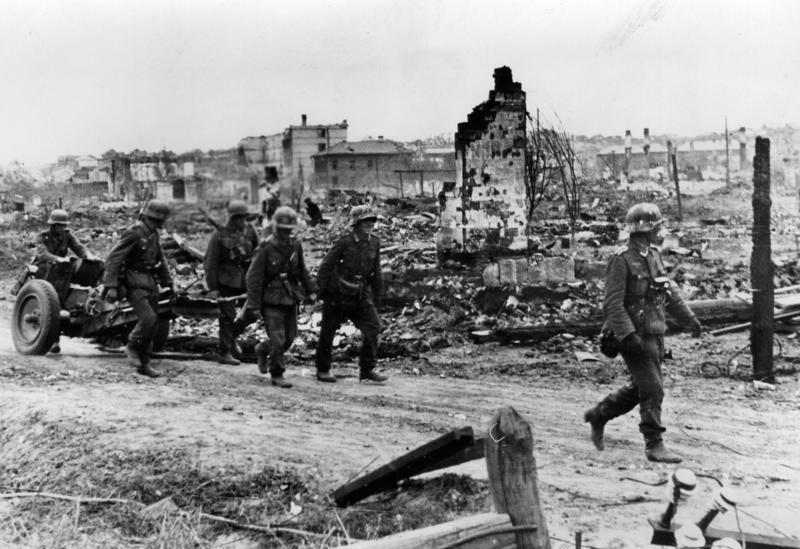
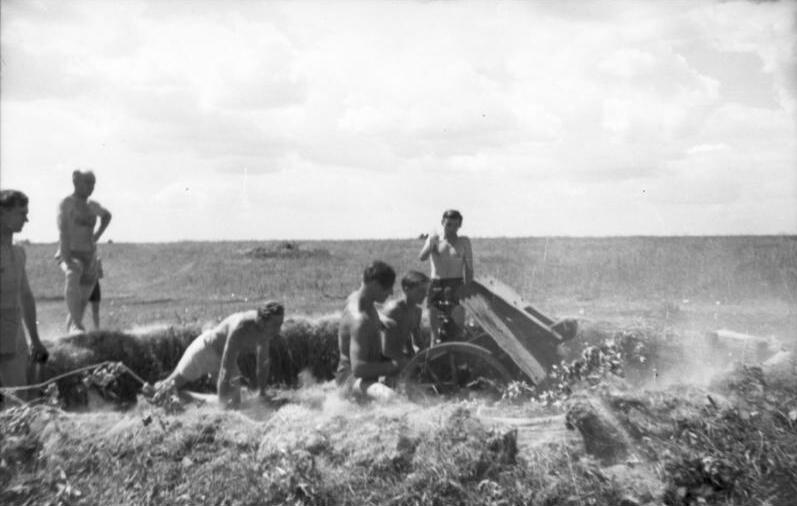